# Визент (општина)
Визент (њем. Wiesent) општина је у њемачкој савезној држави Баварска. Једно је од 41 општинског средишта округа Регенсбург. Према процјени из 2010. у општини је живјело 2.553 становника. Посједује регионалну шифру (AGS) 9375209.

## Географски и демографски подаци
Визент се налази у савезној држави Баварска у округу Регенсбург. Општина се налази на надморској висини од 332 метра. Површина општине износи 22,0 km². У самом мјесту је, према процјени из 2010. године, живјело 2.553 становника. Просјечна густина становништва износи 116 становника/km².